# Erich Ollenhauer
Erich Ollenhauer (Magdeburg, Sajonia, 27 de marzo de 1901 - Bonn, 6 de diciembre de 1963) fue un político alemán, presidente del Partido Socialdemócrata de Alemania (SPD) y líder de la fracción socialdemócrata en el Bundestag durante los años 1950.

## Biografía

### Primeros años
Ollenhauer nació en Magdeburgo y se unió al SPD en 1918. El 26 de abril de 1933 Adolf Hitler ya estaba al frente de la República de Weimar, tras el incendio del Reichstag y las últimas elecciones parlamentarias celebradas ese año, tras lo cual los nazis de Adolf hicieron una represión sistemática contra la oposición política. Ollenhauer escapó de Alemania, refugiándose en Praga junto con Otto Wels (entonces presidente del partido), Hans Vogel y otros muchos políticos alemanes.
Con el estallido de la Segunda Guerra Mundial, Ollenhauer tuvo que viajar a través de Europa con el fin de evitar la persecución nazi, pasando por Dinamarca, Francia, España, Portugal y finalmente Londres, donde estuvo hasta final de la guerra. En Londres mantuvo estrechos vínculos con el Partido Laborista, que apoyó financieramente al SPD exiliado del cual Ollenhauer era miembro. También trabajó con la llamada "Unión de Organizaciones Socialistas Alemanas en Gran Bretaña".
En febrero de 1946, Ollenhauer regresó a Alemania. El 14 de agosto de 1949, día de las Elecciones Federales en la Alemania Occidental, fue elegido vicepresidente del SPD tras Kurt Schumacher, entrando también en el nuevo parlamento federal, el Bundestag. En 1951, se convirtió en un miembro de la Comunidad Europea del Carbón y del Acero (CECA), aunque dejó esta cooperación tras las elecciones legislativas alemanas de 1953.

### El liderazgo del SPD
Después de la inesperada muerte de Schumacher en 1952, Ollenhauer fue elegido líder del SPD. Se presentó como candidato a canciller en las elecciones de 1957 pero perdió contra Konrad Adenauer del CDU.
En 1957, Ollenhauer pidió una alianza de seguridad trans-europea (en lugar de OTAN y del Pacto de Varsovia) en el que una Alemania unificada podía servir como un socio igualitario. La idea, que en un principio fue denunciada como radical, posteriormente ayudó para allanar el camino Ostpolitik de Willy Brandt, además de influir en forma indirecta en algunas novedades dentro de la posterior Unión Europea, como una política de seguridad común europea y la eventual reunificación de Alemania. Su propuesta fue conocida como el Plan Ollenhauer.
En 1961 se negó a ser candidato a canciller por tercera vez y en su lugar apoyó la candidatura del alcalde de Berlín oeste, Willy Brandt. El 14 de diciembre de 1963 falleció en su residencia de Bonn a causa de una embolia pulmonar.

## Legado
Ollenhauer dedicó toda su vida al SPD, teniendo siempre en cuenta que los partidos políticos y sindicatos son la única manera de mejorar la situación de la clase obrera. Su sucesor como jefe del partido fue Willy Brandt, mientras que el liderazgo del grupo parlamentario recayó en Fritz Erler. Cinco días después de su muerte el 19 de diciembre de 1963, la República Federal de Alemania lo honró durante un pleno del "Bundestag".